# عامر عبدالرحمن
عامر عبدالرحمن (عربی: عامر عبد الرحمن عبد الله حسين الحمادي؛ زاده ۳ ژوئیهٔ ۱۹۸۹) یک بازیکن فوتبال اهل امارات متحده عربی است.
وی همچنین در تیم ملی فوتبال امارات متحده عربی بازی کرده‌است.